# Априлци (община)
Априлци (болг. Община Априлци) — община в Болгарии. Входит в состав Ловечской области. Население составляет 3601 человек (на 21.07.05 г.).
Площадь территории общины — 243 км². Административный центр — город Априлци.
Кмет (мэр) общины Априлци — Младен Максимов Пелов (коалиция в составе 3 партий: Демократы за сильную Болгарию (ДСБ), Национальное движение «Симеон Второй» (НДСВ), Союз демократических сил (СДС)) по результатам выборов 2007 года. Ранее, с 1999 года кметом был Иван Пиров (Болгарская социалистическая партия (БСП)), а до него, с 1995 года — Стоян Иванов (Народный союз).

## Состав общины
В состав общины входят следующие населённые пункты:
1. Априлци
2. Велчево
3. Драшкова-Поляна
4. Скандалото